# Filmografia de Taís Araújo
A carreira artística da atriz brasileira Taís Araújo teve início no teatro e em pequenos papéis televisivos durante a década de 1980. Sua estreia como atriz televisiva se deu em 1995 com um papel de coadjuvante na telenovela Tocaia Grande. No ano seguinte, Araújo protagonizou a telenovela de temática histórica Xica da Silva exibida pela Rede Manchete, tornando-se a primeira atriz afro-brasileira a protagonizar uma telenovela na emissora carioca e a terceira atriz afro-brasileira a assumir um papel de destaque em uma telenovela brasileira em todos os tempos. Com o sucesso estrondoso de sua performance e aclamação crítica resultante, Araújo foi contratada pela Rede Globo onde atuou nas telenovelas Anjo Mau (1997) e Meu Bem Querer (1998). Ainda no encerramento da década, a atriz estreou no cinema ao co-estrelar o drama Caminho dos Sonhos (1998).
No início da década de 2000, Araújo realizou pequenas participações especiais em telenovelas até interpretar a coadjuvante Selminha Aluada em Porto dos Milagres (2001) e a escrava Dandara na minissérie Quinto dos Infernos (2002). No ano seguinte, deu vida a cantora Elza Soares numa aclamada adaptação cinematográfica de sua relação conjugal com o futebolista Garrincha no drama biográfico Garrincha - Estrela Solitária (2003). Em 2004, Araújo torna-se a primeira atriz afro-brasileira a protagonizar uma telenovela da Rede Globo ao estrelar Da Cor do Pecado como a protagonista Preta, um de seus papéis mais emblemáticos até então. Nos anos seguintes, Araújo continuou atuando também no cinema em filmes dramáticos como As Filhas do Vento (2004) e O Maior Amor do Mundo (2006) e a comédia A Guerra dos Rocha (2008). No mesmo período, estrelou ao lado do ator e produtor Lázaro Ramos - seu marido - a telenovela Cobras & Lagartos (2007) e as telenovelas de grande destaque A Favorita (2008) e Viver a Vida (2009).

## Filmografia

### Cinema
| Ano  | Título                          | Papel                                | Direção                      | Ref.          |
| ---- | ------------------------------- | ------------------------------------ | ---------------------------- | ------------- |
| 1998 | Caminho dos Sonhos              | Ana Cavalcante                       | Lucas Amberg                 | [ 7 ]         |
| 2003 | Garrincha - Estrela Solitária   | Elza Soares                          | Milton Alencar               | [ 8 ]         |
| 2005 | As Filhas do Vento              | Cida                                 | Joel Zito Araújo             | [ 9 ]         |
| 2006 | O Maior Amor do Mundo           | Luciana                              | Cacá Diegues                 | [ 10 ]        |
| 2006 | Atabaque Nzinga                 | Ana Nzinga                           | Octávio Bezerra              | [ 11 ] [ 12 ] |
| 2008 | A Guerra dos Rocha              | Carol                                | Jorge Fernando               | [ 13 ]        |
| 2016 | O Roubo da Taça                 | Dolores                              | Caíto Ortiz                  | [ 14 ]        |
| 2019 | Spies in Disguise               | Marcy Kappel (voz)                   | Troy Quane Nick Bruno        | [ 15 ]        |
| 2021 | Pixinguinha, Um Homem Carinhoso | Albertina Nunes Pereira              | Denise Saraceni              | [ 16 ]        |
| 2022 | Medida Provisória               | Capitu                               | Lázaro Ramos                 | [ 17 ] [ 18 ] |
| 2023 | Minha Irmã e Eu                 | Ela mesma                            | Susana Garcia                |               |
| 2024 | O Auto da Compadecida 2         | Nossa Senhora da Conceição Aparecida | Guel Arraes e Flávia Lacerda |               |

### Televisão
| Ano        | Título                   | Personagem                                     | Notas                                 |
| ---------- | ------------------------ | ---------------------------------------------- | ------------------------------------- |
| 1994       | Pátria Minha             | Abertura                                       |                                       |
| 1995       | Tocaia Grande            | Bernarda Saruê                                 |                                       |
| 1996       | Xica da Silva            | Francisca da Silva de Oliveira (Xica da Silva) |                                       |
| 1997       | Anjo Mau                 | Vívian dos Santos Ribeiro                      |                                       |
| 1998       | Meu Bem Querer           | Edivânia                                       |                                       |
| 1999       | Você Decide              | Kika                                           | Episódio: "O Dragão e a Borboleta"    |
| 1999       | Mulher                   | Dalila                                         | Episódio: "Acidente da BR"            |
| 2000       | Uga Uga                  | Emilinha                                       | Episódio: "13 de julho"               |
| 2000       | Betty, a Feia            | Ela mesma                                      | Episódios: "13–15 de novembro"        |
| 2001       | Porto dos Milagres       | Selminha Aluada                                |                                       |
| 2002       | O Quinto dos Infernos    | Dandara                                        |                                       |
| 2002       | Brava Gente              | Beatriz                                        | Episódio: "Um Capricho"               |
| 2002       | A Grande Família         | Maria da Graça                                 | Episódio: "Vai Pra Casa, Beiçola"     |
| 2004       | Da Cor do Pecado         | Preta de Souza Lambertini                      |                                       |
| 2005       | América                  | Nossa Senhora Aparecida                        | Episódio: "20 de outubro"             |
| 2005       | Correndo Atrás           | Solange Arruda / Laís                          | Especial de fim de ano                |
| 2006–09    | Superbonita              | Apresentadora                                  | Temporadas 7–10                       |
| 2006       | Cobras & Lagartos        | Ellen dos Santos                               |                                       |
| 2007       | Casos e Acasos           | Gabriela Machado                               | Episódio: "Piloto"                    |
| 2008       | A Favorita               | Alícia Rosa                                    |                                       |
| 2009       | Viver a Vida             | Helena Toledo                                  |                                       |
| 2011       | Passione                 | Ela mesma                                      | Episódio: "14 de janeiro"             |
| 2012       | Cheias de Charme         | Maria da Penha Fragoso (Penha)                 |                                       |
| 2013       | O Dentista Mascarado     | Sheila Vidal (Shaly) / Paladina Justiceira     |                                       |
| 2014       | Geração Brasil           | Verônica Monteiro                              |                                       |
| 2015–18    | Mister Brau              | Michele Maria Brau                             |                                       |
| 2016       | Tá no Ar: a TV na TV     | Helena Toledo                                  | Episódio: "5 de abril"                |
| 2016       | Globo de Ouro            | Apresentadora especial                         | Episódio: "Samba"                     |
| 2017       | Rock Story               | Michele Maria Brau                             | Episódio: "1 de março"                |
| 2017       | Detetives do Prédio Azul | Miss Holly / Bruxilda Nilda                    | Episódio: "O Anel da Berenice"        |
| 2017       | Saia Justa               | Apresentadora                                  | Temporada 21                          |
| 2018       | Quebrando o Tabu         | Narradora                                      | Episódio: "Prostituição É Profissão?" |
| 2018–19    | Popstar                  | Apresentadora                                  | Temporadas 2–3                        |
| 2019–atual | Aruanas                  | Verônica Muniz                                 |                                       |
| 2019       | Mulheres Fantásticas     | Narradora                                      | Episódio: "Malala Yousafzai"          |
| 2019-2021  | Amor de Mãe              | Vitória Amorim                                 |                                       |
| 2020       | Amor e Sorte             | Tabata                                         | Episódio: "Linha de Raciocínio"       |
| 2020       | Superbonita              | Apresentadora                                  |                                       |
| 2020       | Falas Negras             | Marielle Franco                                | Especial                              |
| 2021       | The Masked Singer Brasil | Jurada                                         |                                       |
| 2022       | Cara e Coragem           | Clarice Gusmão / Anita                         |                                       |
| 2025       | Vale Tudo                | Raquel                                         |                                       |